# Radu I di Valacchia
Radu I di Valacchia (... – 1383) è stato voivoda (principe) di Valacchia dal 1377 al 1383. Figlio secondogenito di Nicolae Alexandru, venne affiancato al trono dal fratello Vladislav I di Valacchia nel 1364 e gli succedette alla sua morte nel 1377.